# MGP 2008
MGP 2008 blev afholdt  20. september 2008 som var det niende sangkonkurrence for børn kaldet MGP. 10 sangere/bands dystede om at vinde. Værterne var Jacob Riising og Bruno. Top 2 skulle senere repræsentere Danmark ved den fjerde udgave af MGP Nordic.

## Deltagere
| Nr | Deltagere          | Fulde navn | Sang                       | Resultat      |
| -- | ------------------ | --- | -------------------------- | ------------- |
| 1  | Filotte            | Charlotte Høfler, Sofie Rasmussen                                                                                            | "Rockstar"                 | Ude           |
| 2  | The Johanssons     | Marcus Johansson, Mattias Johansson                                                                                          | "En for Alle, Alle for en" | Superfinalist |
| 3  | Fivo Nivo          | Nadia von Mehren Prip, Nicoline Slott Pedersen, Fie London, Olivia Sofie Molin Staffeldt                                     | "Hallo"                    | Ude           |
| 4  | The Ugly Ducklings | Mikkel Frøland, Rikke Askgaard, Jakob Ryyd, Andreas Behrend                                                                  | "Kaospigen"                | Ude           |
| 5  | Play-Full          | Awa Sari, Louise Ællengsgaard Rasmussen, Julie Ællengsgaard Stenman Lynge, Natascha Thastrup Hansen, Andrea Lee R. Lindgaard | "Vi Chiller"               | Ude           |
| 6  | The Emilies        | Emilie Kusk Nielsen, Emilie Krogager Hensen                                                                                  | "Lige Meget Hvad"          | Superfinalist |
| 7  | Zigi               | Ali ’Zigi’ El Debess | "Hey Hey"                  | Superfinalist |
| 8  | S.P. Mix           | Mathilde T. E. Andersen | "Danse Natten Lang"        | Ude           |
| 9  | Årgang 93          | Anders Maabjerg Nielsen, Mads Kirkeby, Stefano Schaper, Mogens Krogsgaard, Jan Vejrup                                        | "Kun om Dig"               | Superfinalist |
| 10 | Sandra Monique     | Sandra Monique | "Hola Chica"               | Superfinalist |

### Superfinale
| Nr | Deltagere      | Sang                       | Regioner    | Regioner    | Regioner   | Regioner | Regioner    | I alt | Placering |
| Nr | Deltagere      | Sang                       | Nordjylland | Midtjylland | Syddanmark | Sjælland | Hovedstaden | I alt | Placering |
| -- | -------------- | -------------------------- | ----------- | ----------- | ---------- | -------- | ----------- | ----- | --------- |
| 1  | The Johanssons | "En for Alle, Alle for en" | 12          | 12          | 12         | 12       | 12          | 60    | 1         |
| 2  | The Emilies    | "Lige Meget Hvad"          | 10          | 4           | 10         | 6        | 6           | 36    | 4         |
| 3  | Zigi           | "Hey Hey"                  | 6           | 6           | 6          | 10       | 10          | 38    | 3         |
| 4  | Årgang 93      | "Kun om Dig"               | 4           | 10          | 4          | 4        | 4           | 26    | 5         |
| 5  | Sandra Monique | "Hola Chica"               | 8           | 8           | 8          | 8        | 8           | 40    | 2         |

| Musik | Spire Denne musikartikel er en spire som bør udbygges. Du er velkommen til at hjælpe Wikipedia ved at udvide den. |